# 洛门站
洛门站位于中华人民共和国甘肃省天水市武山县洛门镇，是一个陇海铁路上的铁路车站，建于1952年，目前为四等站，目前客运：办理旅客乘降；行李、包裹托运；货运：办理整车、零担货物发到；不办理危险货物发到。